# 国際医療福祉大学成田病院
国際医療福祉大学成田病院（こくさいいりょうふくしだいがくなりたびょういん 英語：International University of Health and Welfare Narita Hospital）は、 千葉県成田市に所在する学校法人国際医療福祉大学が運営している大学付属病院。2020年（令和2年）3月16日に開院された。略称は国福(こくふく)成田病院。

## 概要
2017年（平成29年）、国際医療福祉大学が国家戦略特別区域による規制緩和により、医学部新設が認可されたことを受け設立された大学病院。当初は2020年（令和2年）4月1日開院予定であったが、国内・外の新型コロナウイルス感染症（COVID-19）の蔓延を受け、同年3月16日、内科と感染症科のみ前倒しされ開院した。

## 診療科
- 循環器内科
- 呼吸器内科
- 消化器内科
- 脳神経内科
- 糖尿病･代謝･内分泌内科
- 腎臓内科
- 腫瘍内科
- 血液内科
- アレルギー･膠原病内科
- 総合診療科
- 心療内科
- 精神科
- 消化器外科
- 呼吸器外科
- 心臓外科
- 血管外科
- 整形外科
- 脳神経外科

- リハビリテーション科
- 腎泌尿器外科
- 乳腺外科
- 形成外科
- 産科
- 婦人科
- 小児科
- 小児外科
- 耳鼻咽喉科･頭頸部外科
- 眼科
- 皮膚科
- 歯科口腔外科
- 放射線科（診断･核医学･治療）
- 麻酔･集中治療科
- 臨床検査科
- 病理診断科
- 感染症科
- 救急科

## 医療機関の指定・認定
（下表の出典）
| 保険医療機関                                             |
| 労災保険指定医療機関                                     |
| 指定自立支援医療機関（更生医療）                         |
| 指定自立支援医療機関（育成医療）                         |
| 指定自立支援医療機関（精神通院医療）                     |
| 身体障害者福祉法指定医の配置されている医療機関           |
| 精神保健指定医の配置されている医療機関                   |
| 生活保護法指定医療機関                                   |
| 結核指定医療機関                                         |
| 指定小児慢性特定疾病医療機関                             |
| 難病の患者に対する医療等に関する法律に基づく指定医療機関 |
| 原子爆弾被害者一般疾病医療機関                           |
| 第一種感染症指定医療機関                                 |
| 母体保護法指定医の配置されている医療機関                 |
| 臨床研修病院                                             |
| 肝疾患指定医療機関                                       |
| 肝炎ウイルス検査委託医療機関                             |
| 病院機能評価3rdG Ver3.0 一般病院３                       |

- DPC対象病院[5]
- 千葉県がん診療連携協力病院（肝がん）[5]
- このほか、各種法令による指定・認定病院であるとともに、各学会の認定施設でもある。

## 関連人物
- 松本哲哉 - 国際医療福祉大学大学院医学研究科教授、国際医療福祉大学成田キャンパス感染症学主任教授、当院国際臨床感染症センター 感染制御部部長。

## 交通アクセス
- JR成田線「成田駅」より千葉交通・成田空港交通・ジェイアールバス関東運行の路線バス「国際医療福祉大学成田病院線」で約15分[6]
- 成田国際空港より無料シャトルバス約10分[6]
- 京成本線「公津の杜駅」より無料シャトルバス約20分[6]